# Communist Party of India (Marxist-Leninist) (Kanu Sanyal)

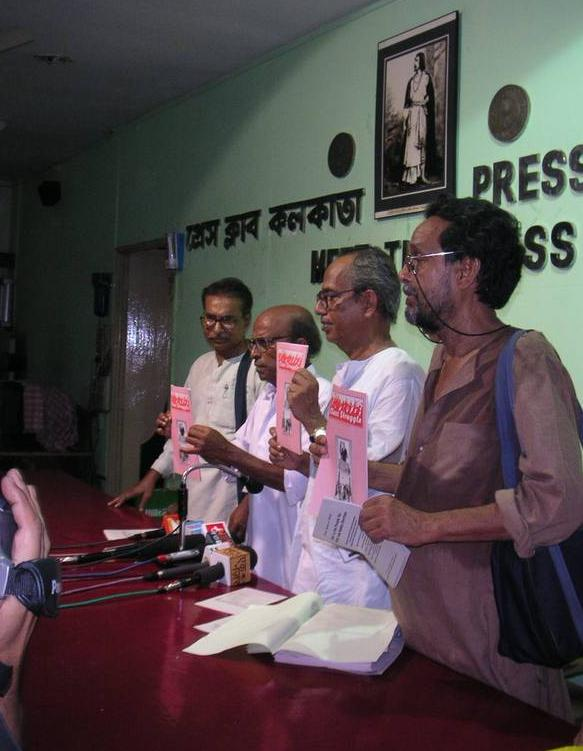
Presskonferens inför valet 2004.

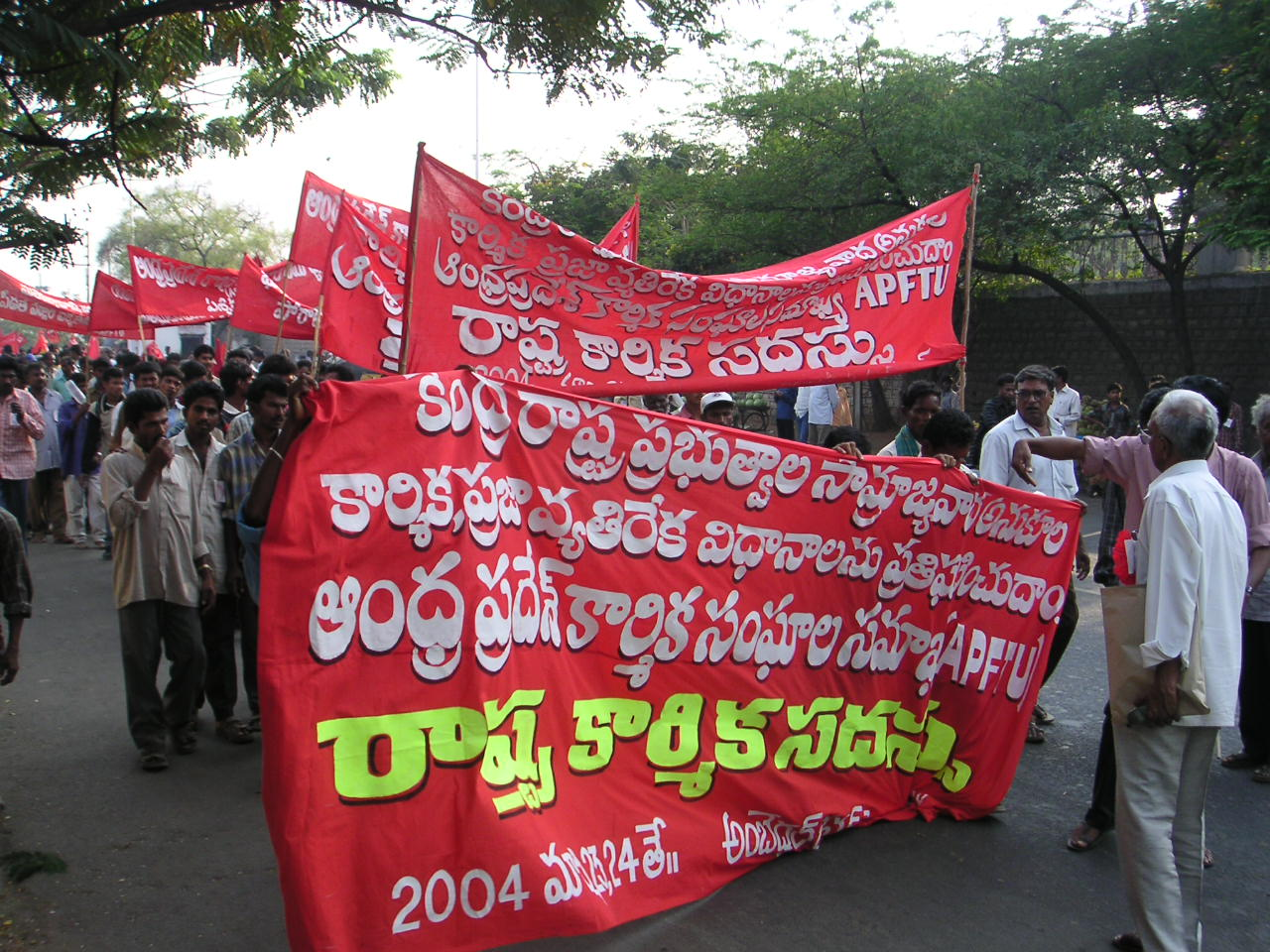
Facklig demonstration i Hyderabad.

Communist Party of India (Marxist-Leninist) är ett kommunistiskt parti i Indien. Partiet är ett av många som arbetar under namnet CPI(ML). Partiets generalsekreterare är Kanu Sanyal. Sanyals CPI(ML) bildades som en sammanslagning mellan CPI(ML) Unity Initiative (utbrytare ur Communist Party of India (Marxist-Leninist) Janashakti) och Sanyals Communist Organization of India (Marxist-Leninist) i juni 2003. Partiets bas är främst koncentrerad till Andhra Pradesh, Jharkhand och Västbengalen.
Partiet ger ut tidskriften Class Struggle.
Partiet har nära samarbete med Communist Party of India (Marxist-Leninist) Red Flag och man diskuterar ett sammangående mellan de båda partierna. Inför valet till Lok Sabha hade dessa båda partier tagit initiativ till en enhetsfront av kommunistiska grupper.
I valet till Lok Sabha 2004 lanserade CPI(ML) fem kandidater och en kandidat till delstatsvalet i Andhra Pradesh som hölls parallellt.
I november 2003 gick Communist Party of Indian Union (Marxist-Leninist) samman med partiet.
I Andhra Pradesh arbetar partiet med massorganisationer såsom:
- Andhra Pradesh Federation of Trade Unions
- Raitu Coolie Sangham (Delstatsbondeförbundet)
- Progressive Democratic Students Organization
- Nava Yuva Samithi (Ny Ungdoms Förening)
- Sthree Vimukti Sanghatana (Kvinnobefrielseorganisationen)

I norra Västbengalen är All West Bengal Tea Garden Labourers Union en viktig massorganisation.